# Made in America (EP)
A Made In America az amerikai Aerosmith együttes EP kiadványa, amely 2001. február 8-án limitált példányszámban jelent meg, kizárólag a Wal-Mart és Kmart üzletekben. A kiadványra 6 szám került fel az 1970-es évekből. A Chip Away The Stone először különálló dalként 1978-ban jelent meg kislemezen. A dal egy élő változata a Live! Bootleg koncertlemezre is felkerült. Stúdióváltozata később szerepelt a Gems című 1988-as válogatáson is, majd alternatív verzióban a Pandora's Box című box-szettre is felkerült.
Az One Way Street koncertverzióban hallható az EP-n, amit az együttes a saját bostoni klubjában a The Mama Kin Music Hall nyitóestéjén adott elő. 1994. december 19-én az egész koncertet sugározták egyes rádióállomások, de az előadás hivatalos formában sohasem jelent meg. A másik négy dal a stúdióalbumokon megismert változatban szerepel az EP-n.

## Számlista
1. Back In The Saddle (Steven Tyler, Joe Perry)
2. Toys In The Attic (Steven Tyler, Joe Perry)
3. Seasons of Wither (Steven Tyler)
4. Walk This Way (Steven Tyler, Joe Perry)
5. Chip Away the Stone (Richie Supa)
6. One Way Street (Koncertfelvétel) (Steven Tyler)